# Feldberger Keramik
Die Feldberger Keramik ist eine Gruppe der mittelalterlichen elbslawischen Tongefäße. Dieser Keramiktyp wurde ursprünglich ins 8. bis 9. Jahrhundert datiert, war aber im 9.–10. Jahrhundert im östlichen Holstein und Mecklenburg-Vorpommern verbreitet. Alternativ wird sie auch als Feldberger-Gołańcz-Kędrzyny Gruppe bezeichnet. 
Die 1961 von dem mecklenburgischen Archäologen Ewald Schuldt nach Funden am Burgwall Feldberg benannte Keramik ist neben der Sukow-Dziedzice-Gruppe eine der Leitformen der frühslawischen Keramik.
Die Keramik war mit Kammstrichverzierungen und Wellenbändern zum Teil reich verziert und scheibengedreht. Sie unterschied sich damit von der unverzierten und handgeformten Ware der vorangegangenen Sukow-Dziedzice-Gruppe.

## Fundorte
Fundorte waren unter anderem:
- Burgwall Feldberg
- Alt-Lübeck
- Bosau
- Scharstorf
- Burgwall Mecklenburg
- Burgwall Liepen
- Burgwall Groß Görnow
- Burgwall Tutow
- Burgwall am Thürensee
- Burgwall Wolkow
- Burgwall Ganschendorf
- Burgwall Kieve